# سانتوش سوبرامانیام
سانتوش سوبرامانیام (به هندی: Santosh Subramaniam) فیلمی هندی محصول سال ۲۰۰۸ و به کارگردانی موهان راجا است. در این فیلم بازیگرانی همچون جایام راوی، جنلیا دی‌سوزا، پراکاش راج و سانتانام ایفای نقش کرده‌اند.